# MTV ao Vivo: Jota Quest
MTV ao Vivo: Jota Quest é o primeiro álbum ao vivo e o primeiro DVD da banda mineira Jota Quest, lançado em 2003. Foi gravado nos dias 1º e 2 de maio de 2003 na Praça do Papa, Belo Horizonte, cidade natal do grupo, com transmissão pela MTV Brasil e produção de Liminha.
No Brasil, foi o quinto CD mais vendido em 2003, vendendo mais de 500.000 mil cópias e sendo certificado com Disco de Diamante.
As canções "Do Seu Lado" e "Só Hoje", fizeram parte da trilha sonora da 11ª temporada da telenovela Malhação, da Rede Globo.

## Faixas
1. Na Moral
2. As Dores do Mundo
3. Encontrar Alguém
4. Do Seu Lado
5. Sempre Assim
6. Dias Melhores
7. Vou pra Aí
8. Mais Uma Vez
9. Tanto Faz (ft. Arnaldo Antunes)
10. 35 (apenas no DVD)
11. O Que Eu Também Não Entendo
12. O Vento
13. Amor Maior
14. Só Hoje
15. Tudo é Você / Hangin in the Hood
16. Fácil
17. Por Mim e Por Você (ft. Thaíde)
18. De Volta ao Planeta

## Créditos

### Jota Quest
- Rogério Flausino: vocal, violão
- Marco Túlio Lara: guitarra, violão e vocal de apoio
- Márcio Buzelin: teclados, órgão Hammond e sintetizadores
- PJ: baixo
- Paulinho Fonseca: bateria

### Músicos convidados
- Play e Thalles Roberto: vocais de apoio
- Rodrigo Bento: saxofone
- Toninho: trombone
- Jorge Ceruto: trompete

### Participações especiais
- Arnaldo Antunes: voz em "Tanto Faz"
- Thaíde: rap em "Por Mim e Por Você"